# Frank van Gheel-Gildemeester

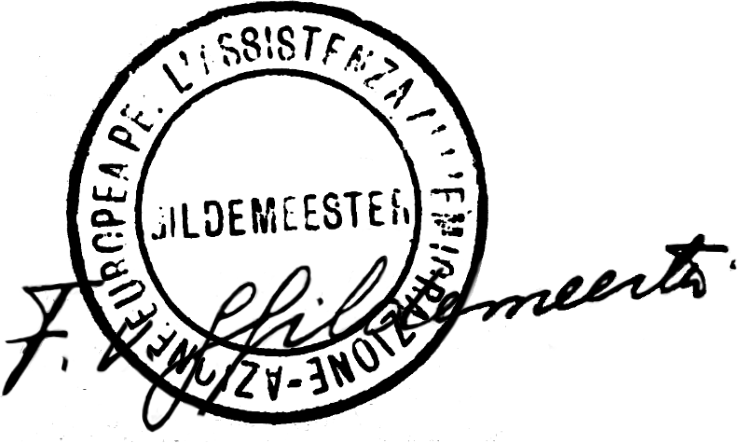
Stempel der Aktion Gildemeester in Rom mit Unterschrift Frank van Gheel-Gildemeester

Frank van Gheel-Gildemeester (* 5. Februar 1881 in Kattendijke in den Niederlanden; † 1952 ebenda) war ein niederländischer Kaufmann, Philanthrop und Quäker. Sein Name ist eng verbunden mit seiner Auswanderungs-Hilfsaktion Gildemeester. Er war Delegierter der Amerikanischen Hilfsaktion für Central-Europe des Amerikanischen Präsidenten. Gildemeester wirkte auch am Pool-Programm der im 1921 in den Niederlanden gegründeten War Resisters’ International (WRI) mit, bei dem die Internationale der Kriegsdienstgegner (WRI) mit Zustimmung des britischen Innenministeriums als Bürge für Flüchtlinge fungierte.

## Leben und Wirken
Frank van Gheel Gildemeester wurde 1881 in Kattendijke in den Niederlanden als Sohn einer wohlhabenden niederländischen Familie geboren. Sein Vater, Francis van Gheel Gildemeester (1855–1929) war ein einflussreicher protestantischer Pfarrer und Hofprediger im Haag, seine Mutter war Catherine Quirine (1853–1927).
Während des Ersten Weltkriegs lebte Frank van Gheel Gildemeester in Chicago und trat 1915 dem Quäkertum (Society of Friends) bei. Im Jahr 1918 wurde er im Rahmen der Hilfsmission vom Amerikanischen Präsidenten Herbert Hoover nach Wien geschickt und widmete sich dort seiner Arbeit für die Freilassung politische Gefangener. Nach eigenen Angaben arbeitete er in verschiedenen Hilfsorganisationen und bemühte sich um die Befreiung tausender Deutscher aus französischer und russischer Kriegsgefangenschaft.

### Gründung der Hollandsche Buitenland-Bank
Im Oktober 1924 gründeten der Holländer Dirk van Houten, vertreten durch den Schweizer Rechtsanwalt François Bartholmes, gemeinsam mit Frank van Gheel Gildemeester in Kattowitze die „Baugesellschaft für Privatschulen mbH“. Van Houten, van Gildemeester und Bartholmes waren auch im Jahr 1925 an der Gründung der Hollandsche Buitenland-Bank in Den Haag beteiligt. Beides hatte die Zweckbestimmung reichsdeutsche Gelder unauffällig für deutsche Minderheiten in Polen bereitzustellen und für diese auch gleichzeitig das Schulwesen in der Region zu fördern. Das Kapital der Bank kam aus preußischen Staatsgeldern und wurde durch Berliner Ministerien und Erich Krahmer-Möllenberg, Geschäftsführer der Deutschen Stiftung, überwacht. Im Jahr 1927 verkauften van Gheel Gildemeester und van Houten ihre Anteile an der Baugesellschaft an den schlesischen Deutschen Schulverein.
In einem Times-Interview, unter dem Titel Millionen in Europas Gefängnissen wegen ihrer politischen Ansichten, The New York Times, 27. März 1934, wird er als niederländischer Quäker beschrieben, der sich 12 Jahre lang für die Freilassung von 3,5 Millionen politischen Gefangenen in Mittel- und Südosteuropa eingesetzt hatte.
Gildemeester erklärte in dem Interview:

„Als Quäker kennen wir keine Unterschiede zwischen Ländern oder politischen Gefühlen. Ich habe die Freilassung von Sozialisten durch die Nazis in Deutschland erwirkt und erwarte jetzt eine Amnestie für Deutsche in der Tschechoslowakei, die von den Tschechen als Nazi-Sympathisanten inhaftiert wurden.“

## Gildemeester Auswandererhilfsaktion für Juden

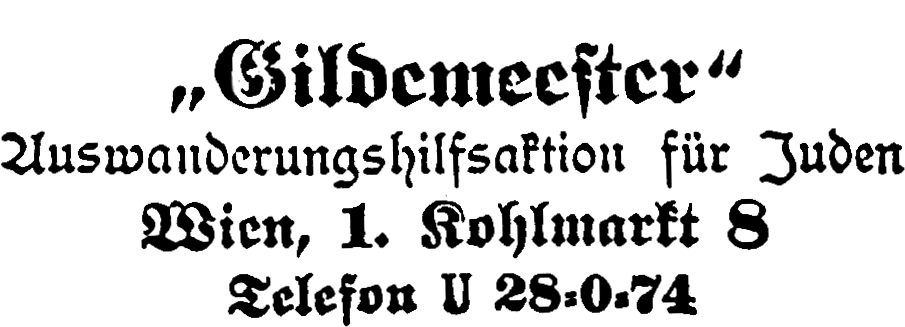
Stempel Gildemeester Auswanderungshilsaktion für Juden Wien 1. Kohlmarkt 8

Nach der deutschen Besetzung Österreichs am 12. März 1938, als sich das Leben der 165.000 jüdischen Wiener Bürger zusehends dramatisch verschlechterte, trat Gildemeester als Gründer der „Gildemeester Auswandererhilfsaktion für Juden“ in Erscheinung.
Seine Organisation erregte erstmals wenig Aufmerksamkeit, bis er sie im September 1938 in „Auswanderungs-Hilfsaktion Gildemeester“ umbenannte, mit dem erklärten Ziel, wohlhabenden Juden zu helfen, die 100.000 Reichsmark oder mehr besaßen und Österreich verlassen wollten. Sie mussten bereit sein, von ihrem Vermögen für die Aktion zu spenden. Im Gegenzug sollte die Aktion dazu verwendet werden, die Auswanderung armer „nichtarischer“ Familien über den gebildeten Gildemeester-Fonds zu finanzieren. Fragebögen waren eine weitere wichtige Einnahmequelle, da sie pro Stück 60 Mark kosteten und jeder Interessent diesen ausfüllen musste.
Frank van Gildemeesters Stellvertreter war der jüdische Industrielle Arthur Kuffler (* Wien 1. August 1869; † 24. Dezember 1940 ebenda). Bis März 1938 war Kuffler Direktor der Pottendorfer Spinnerei und Vertreter des Textilkonzerns Mautner AG in Prag sowie anderer Textil-Unternehmen in der Tschechoslowakei und Ungarn. Er brachte hohe Eigeninitiative in die Aktion ein und verfügte über ein Netzwerk von sehr guten Kontakten. Ein weiterer bekannter Mitarbeiter war Emil Gottesmann (* 1903 in Wien; † unbekannt) kaufmännischer Angestellter bzw. Handelsvertreter. Mitglied des Republikanischen Schutzbundes, nach 1934 für die illegalen Revolutionären Sozialisten tätig. Im November 1943 wurde er nach Theresienstadt deportiert und von dort am 29. September 1944 nach Auschwitz, bis er im Jahr 1945 die Befreiung aus einem Nebenlager von Dachau erlebte.

„Wir von der "Gildemeester" haben die Leute beraten, und wenn jemand auswandern wollte, haben wir ihm in der Prinz-Eugen-Straße die notwendigen Formulare und Dokumente verschafft. Durch unsere Hilfe konnten viele auswandern, nach Shanghai, Kolumbien, Italien, der Schweiz. Hauptsächlich nach Übersee, nach Shanghai sind sehr viele ausgewandert. [...]“

Die Auswanderung nach Shanghai wurde auf besondere Weise durch den chinesischen Diplomaten Ho Feng Shan unterstützt. Als Mitarbeiter des chinesischen Konsulats in Wien stellte er massenhaft Visa als Emigrationsnachweis für jüdische Flüchtlinge aus. Mit diesem verpflichteten Nachweis konnte die Aktion Gildemeester die weiteren Auswanderungsmodalitäten für ihre Auswanderung organisieren.

### Der Abessinien-Plan

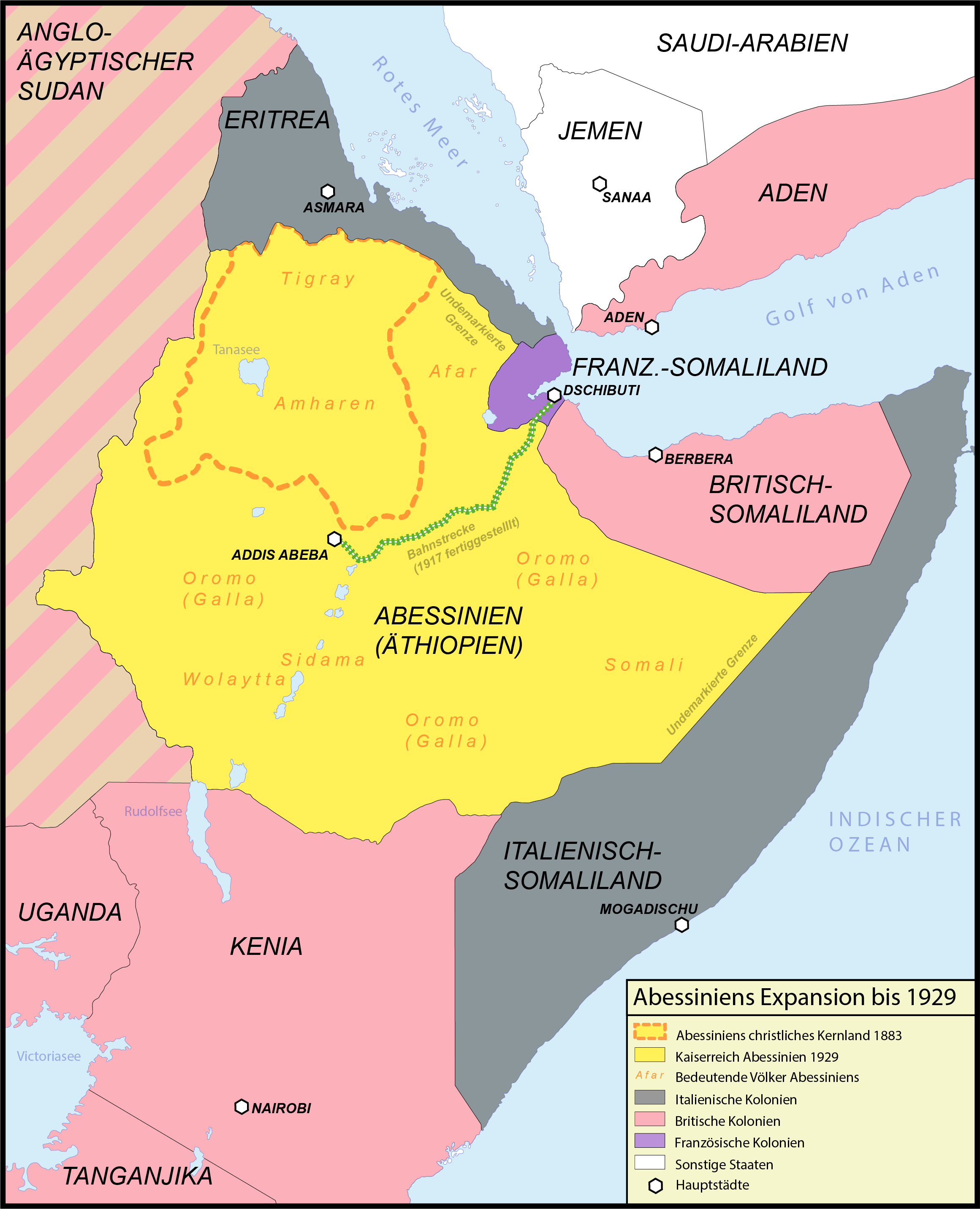
Region Tena-See – Abessiniens(Äthiopien) 1929

Im Sommer 1938 entwickelte die Aktion-Gildemeester auch einen Plan, um Land in der äthiopischen Provinz rund um den Tena-See für die massenhafte Umsiedlung jüdischer Bürger zu kaufen. Dieses sollte von den ersten 13.000 Auswanderern bezahlt werden.
Ein Jahr später, als Frank von Gildemeester noch mit der italienischen Regierung über den Landkauf verhandelte, kam das NS-Regime zu dem Schluss, dass sich viel Geld verdienen ließe, wenn es die Auswanderung seiner nichtarischen Bürger selbst in die Hand nehmen würde. Dies, zusammen mit der Tatsache, dass Adolf Eichmann genug hatte von Gildemeesters ständigen Kämpfen für die Rechte von Flüchtlingen, sollte das Ende der Aktion Gildemeester bedeuten.

### Kindertransporte
Am 23. November 1938 gestattete das britische Außenministerium (Foreign Office) die Einreise jüdischer Kinder nach Großbritannien. Der erste und größte Kindertransport, mit 500 Kindern, verließ am 10. Dezember 1938 Wien. Finanziert durch den Gildemeester-Fonds, war Frank van Gheel-Gildemeesters Hilfsorganisation die einzige, die konfessionslosen, jüdischen und „nichtarischen“ christlichen Kindern die Ausreise ermöglichte. Es folgten danach noch kleinere Kindertransporte mit je nur rund 100 Kindern. Diese begründete sich daraus, dass den Hilfsorganisationen in Großbritannien die Finanzmittel ausgingen.

## Das Ende der Aktivitäten Gildemeesters
Im Oktober–November 1939 eröffnete Frank van Gheel Gildemeester eine Außenstelle seiner Hilfsaktion in der Via Nazionale 66 in Rom. Unter dem neuen Namen „Gildemeester Europäische Auswanderungs-Hilfsaktion in ein neutrales Land“ propagierte er die Auswanderung nach Abessinien (Italienisch Ost_Afrika) und verhandelte weiter mit den Italienischen Behörden über die Durchsetzung. Federführend für weitere Verhandlungen und Anlaufstelle für Ausreisewillige in Rom war Hermann Fürnberg, sein Leiter der Wiener Geschäftsstelle. Für die Eröffnung der Außenstelle hatte Gildemeester ein Schriftstück ausgearbeitet, in dem unter anderem zu lesen war, dass alle jüdisch und nichtjüdischen Hilfsorganisationen unter anderem den „im Deutschen Reich verhungernden Nichtariern“ zu unterstützen. Daraufhin wurde ihm von der Zentralstelle für jüdische Auswanderung sogenannte Gräuelpropaganda vorgeworfen, die finanzielle Unterstützungen entzogen und seine Aktion Gildemeester, ab 1. Januar 1940, in die eigene „Auswanderer-Hilfsaktion für nichtmosaische Juden“ umbenannt und in ihrer Zentralstelle neu organisiert. Die Leitung der Hilfsaktion übernahm Erich Ferdinand Fasal (* 10. November 1909; † ermordet 1943 im KZ Auschwitz), der schon ein wichtiger Mitarbeiter bei der Aktion Gildemeester war.

### Pläne nach dem Zweiten Weltkrieg
Frank van Gheel Gildemeester und Hermann Fürnberg mussten daraufhin als unerwünschte Personen Wien verlassen. Gildemeesters Weg führte über Lissabon in sein Heimatland nach Amsterdam. Eine kleine Nachricht in der Zeitung Neues Österreich berichtete noch einmal im Jahr 1946 vom Eintreffen des bekannten Philanthropen Frank van Gheel Gildemeester in Wien, um Österreicher für die Kolonisation in Kenia zu interessieren.
Im Jahr 1952 verstarb Frank van Gheel Gildemeister in den Niederlanden.

## Rat für eine Autonome Jüdische Provinz

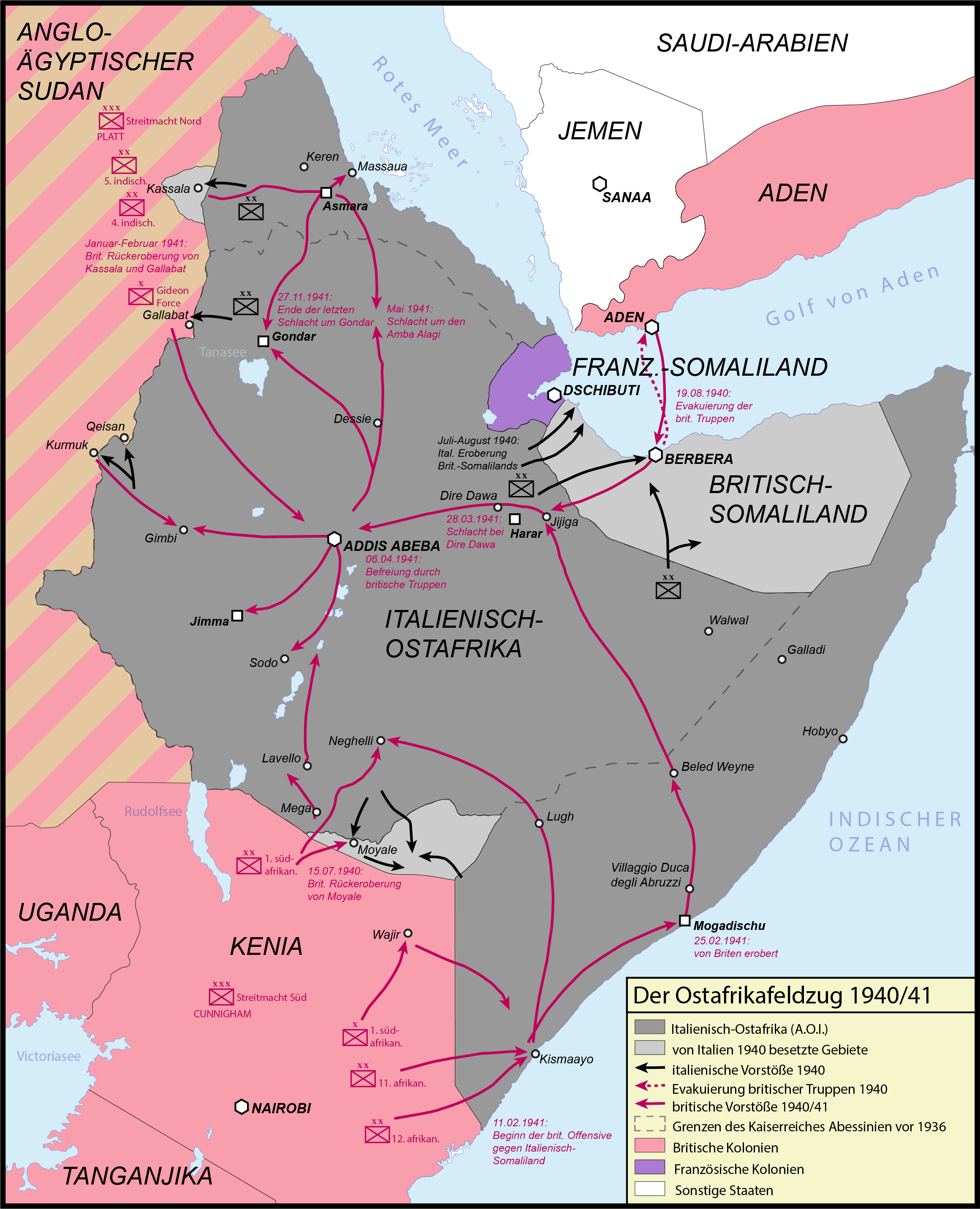
Karte des Ostafrikafeldzug 1940-1941 mit Harar östlich von Ades Abeba

Hermann Fürnberg emigrierte in die USA und arbeitete ab Frühjahr 1941, nachdem die italienischen Faschisten von britischen Truppen im Rahmen des Ostafrikafeldzuges vertrieben wurden, weiter am Projekt jüdische Auswanderung nach Abessinien. Mit dem von ihm gegründeten Rat für eine Autonome Jüdische Provinz Herrera (Council for an Autonomous Jewish Province Harrara) unter der Herrschaft von Kaiser Haile Selassie wollte er mit Wissen der britischen und amerikanischen Regierung bis zu 3.000.000 Juden in der Provinz Harar ansiedeln.

## Familie
Frank van Gheel Gildemeister hatte acht Geschwister.
- Pauline Catherine (* 1878; † unbekannt)
- Philippine Elisabeth Henriette (* 1879; † unbekannt)
- George (* 1882; † unbekannt)
- Catharina (* 1883; † unbekannt)
- Paulina Albertina (* 1884; † unbekannt)
- Jacob Marius Christiaan (* 1887; † unbekannt)
- Johanna Agatha (* 1889; † unbekannt)
- Anna Agatha (* 1892; † unbekannt)[17]

## Kontroverse
1946 schätzten die Salzburger Nachrichten, dass dank der Gildemeester-Aktion 26.000 österreichische und deutsche Juden erfolgreich emigriert waren. Nach sorgfältigen Berechnungen kam Peter Berger auf eine noch höhere Zahl, etwa 30.000. Obwohl einige Historiker Gildemeesters Motive bestritten und ihn als „Profiteur“ dargestellt haben, legt Peter Berger überzeugend dar, dass Gildemeester, auch wenn der Anschein gegen ihn gesprochen haben mag, nie finanziell von der Hilfsarbeit profitiert hat.
- Hans Adolf Schmitt spricht über Frank Van Gheel Gildemeester, „den einige Zeitgenossen als Philanthropen identifizierten, während andere ihn als Erpresser betrachteten, der in erster Linie Juden schützte, die für seine Dienste bezahlen konnten“. (In Quakers and Nazis: Inner Light and Outer Darkness (Quäker und Nazis: Inneres Licht und äußere Finsternis), New York: Columbia University Press, 1997, S. 137)
- Norman Bentwich wird mit den Worten, in B. A. Seijs, Studies over Jodenvervolging, Assen, Van Gorcum & Co, 1974, S. 18, zitiert: „Gildemeester war ein wohlmeinender, aber exzentrischer Holländer. […] Ein Sozialarbeiter, der sich die Gunst der Nazis erworben hatte, als er sich während des sozialdemokratischen Regimes mit den österreichischen Nazis anfreundete.“

Zu Historikern, die Gildemeester ablehnend gegenüberstehen, gehört Hans Safrian in Die Eichmann-Männer (Wien, Europa Verlag, 1993) und Theodor Venus und Alexandra-Eileen Wenck in Die Entziehung jüdischen Vermögens im Rahmen der Aktion Gildemeester. Eine empirische Studie über Organisation, Form und Wandel von Arisierung und jüdische Auswanderung in Österreich 1938–1941, Wien: Oldenbourg, 2004; Hans Schmitt, Quäker und Nazis: Inneres Licht und äußere Finsternis, New York: Columbia University Press, 1997.

„Frank Van Gildemeester, ein niederländischer Bankier, bei dessen Wiener Auswanderungsaktivitäten die Hand der Gestapo gesehen wurde, ist von der Polizei angewiesen worden, Italien bis zum 1. März zu verlassen, wie heute bekannt wurde.
Van Gildemeester ist Gründer und Leiter der Gildemeester Auswanderungs Hilfsaktion in Wien, die sich angeblich mit der Auswanderung von "Nichtariern" außerhalb jüdischen Glaubens aus Deutschland befasste. In den Räten von Amsterdam und Washington, die sich auf private Berichte aus jüdischen Kreisen Wiens stützen, wurde die Überzeugung geäußert, dass Gildemeester ein Werkzeug der Gestapo war und seit einiger Zeit mit ihr zusammengearbeitet hat.
Van Gildemeester war in den letzten drei Monaten in Rom und versuchte, der italienischen Regierung ein Programm zur Kolonisierung von Flüchtlingen in der Region des Tsana-Sees in Äthiopien zu verkaufen. Trotz einer frühen Erklärung Van Gildemeesters, dass sein Projekt von der italienischen Regierung unterstützt wurde, stellt sich nun heraus, dass der Plan auf die heftige Ablehnung der Behörden gestoßen ist, die bereits seinen Sekretär Herman Furnberg ausgewiesen haben.
Um das Rätsel noch zu vervollständigen, wird berichtet, dass Van Gildemeester in den letzten sechs Wochen versucht hat, in sein Hauptquartier in Wien zurückzukehren, aber von den Berliner Behörden keine Wiedereinreisegenehmigung erhalten hat.“